# Нојкирх (Лужица)
Нојкирх (њем. Neukirch/Lausitz) општина је у њемачкој савезној држави Саксонија. Једно је од 63 општинска средишта округа Бауцен. Према процјени из 2010. у општини је живјело 5.323 становника. Посједује регионалну шифру (AGS) 14625380.

## Географски и демографски подаци
Нојкирх се налази у савезној држави Саксонија у округу Бауцен. Општина се налази на надморској висини од 325 метара. Површина општине износи 21,3 km². У самом мјесту је, према процјени из 2010. године, живјело 5.323 становника. Просјечна густина становништва износи 250 становника/km².